# Sheila O’Flanagan
Sheila O’Flanagan (* 1958 in Dublin) ist eine irische Schriftstellerin und Journalistin.

## Leben
Sheila O’Flanagan wurde in Dublin geboren. Ihre Eltern führten einen Lebensmittelladen. Zunächst arbeitete sie viele Jahre als Börsenmaklerin, unter anderem bei der Central Bank of Ireland. Sie wurde zum ersten weiblichen Chief Dealer des Landes befördert. In ihrer Freizeit fing sie an, ihr erstes Buch zu schreiben, das ihr einen Veröffentlichungsvertrag einbrachte. Zwei Jahre später wurde Suddenly Single veröffentlicht. Nachdem ihr nach weiteren Romanen ein fester Vertrag angeboten worden war, fing sie an, in Vollzeit zu schreiben. Mittlerweile ist sie in England und Irland eine Bestsellerautorin; für All for you erhielt sie 2011 den Irish Popular Fiction Book of the Year Award. Nebenbei schreibt sie eine wöchentliche Kolumne in der Irish Times.
In ihrer Freizeit spielt sie Badminton und ist Vorsitzende des Irish Sports Council. Sie engagierte sich außerdem bei Fighting Words, einem Projekt, das kreatives Schreiben fördert, und bei The Women's Fund - The Community Foundation for Ireland, einer gemeinnützigen Wohltätigkeitsstiftung, die mit Spenden Projekte von Frauen finanziert und weibliche Philanthropie fördern will.

## Werke
- Suddenly Single (1999)
  - Wirbel um Alix, dt. von Katharina Volk; Droemer Knaur, München 2002, ISBN 3-426-61957-1.
- Isobel’s Wedding (1999)
  - Ein Bräutigam zu viel, dt. von Christine Gaspard; Knaur Taschenbuch Verlag, München 2004, ISBN 3-426-62328-5.
- Far from Over (2000)
  - Chaos in Sachen Liebe, dt. von Katharina Volk; Droemer Knaur, München 2003, ISBN 3-426-61958-X.
- My Favourite Goodbye (2001)
- He’s Got to Go (2002)
  - Sternzeichen: Liebe, dt. von Katharina Volk; Knaur Taschenbuch Verlag, München 2005, ISBN 3-426-62480-X.
- Caroline’s Sister (2002)
  - Caroline’s Sister, dt. von Christine Gaspard; Droemer Knaur, München 2000, ISBN 3-426-61493-6.
- Too Good to Be True (2003)
  - Blitzstart ins Glück, dt. von Katharina Volk; Knaur Taschenbuch Verlag, München 2006, ISBN 3-426-62765-5.
- Dreaming of a Stranger (2003)
  - Die Träumerin, dt. von Christine Gaspard; Droemer Knaur, München 2001, ISBN 3-426-61494-4.
- Destinations (2003)
- Anyone But Him (2004)
- How Will I Know? (2005)
  - Wie man die Liebe erkennt, dt. von Gabriela Schönberger und Georgia Hanenberg; Goldmann, München 2007, ISBN 978-3-442-46398-5.
- Yours, Faithfully (2006)
  - Mit all meiner Liebe, dt. von Gabriela Schönberger; Goldmann, München 2008, ISBN 978-3-442-46671-9.
- Connections (2006)
- Bad Behaviour (2007)
  - Lass es Liebe sein, dt. von Gabriela Schönberger; Goldmann, München 2009, ISBN 978-3-442-46934-5.
- Three´s a Crowd (2008)
- Someone Special (2008)
  - Und eines Tages kommt das Glück, dt. von Gabriela Schönberger; Goldmann, München 2011, ISBN 978-3-442-47328-1.
- The Perfect Man (2009)
  - Das Glück reicht immer für zwei, dt. von Monika Köpfer; Goldmann, München 2012, ISBN 978-3-442-47572-8.
- Stand by Me (2010)
  - Bis das Glück mich findet, dt. von Renate Reinhold; Goldmann, München 2013, ISBN 978-3-442-47821-7.
- A Season to Remember (2010)
- All for You (2011)
- Follow Me (2011)
- Better Together (2012)
- Things We Never Say (2013)
- If you were Me (2014)
- My Mother′s Secret (2015)
- The Crystal Run (2016)
- The Missing Wife (2016)
  - Helle Nächte am Meer, dt. von Susann Urban; Insel Verlag, Berlin 2018, ISBN 978-3-458-36341-5.
- What Happened That Night (2017)
- Christmas With You (2017)
  - Das kleine Glück am Weihnachtsabend, dt. von Susann Urban; Insel Verlag, Berlin 2019, ISBN 978-3-458-36444-3.
- The Hideaway (2018)
  - Das Haus am Orangenhain, dt. von Susann Urban; Insel Verlag, Berlin 2020, ISBN 978-3-458-36474-0.
- The Moment We Meet (2018)
- The Season of Change (2019)
- Her Husband's Mistake (2019)
  - Ein unvollkommener Ehemann, dt. von Susann Urban; Insel Verlag, Berlin 2022, ISBN 978-3-458-68211-0.
- The Women Who Ran Away (2020)
  - Sommerreise ins Glück, dt. von Susann Urban; Insel Verlag, Berlin 2021, ISBN 978-3-458-68150-2.
- Three Weddings and a Proposal (2021)
- What Eden did next (2022)
- The Woman on the Bridge (2023)
- The Honeymoon Affair (2024)